# Patscher Alm (St. Jakob in Defereggen)
Die Patscher Alm, auch Ortsteil Patsch, ist eine Alm in der Fraktion Oberrotte der Gemeinde St. Jakob in Defereggen.

## Lage
Die Patscher Alm liegt am Talboden der Schwarzach im hinteren Teil des Defereggentals an der Einmündung des Patscher Tals (Patscher Bach). Die Gebäude von Patsch umfassen die Patscher Hütte (Patsch 1) sowie drei nördlich davon gelegene, größere Almgebäude. Die Patscher Alm wird umrahmt vom Hutner im Osten, dem Almerhorn im Südwesten und dem Rothorn im Westen.
Erreichbar ist die Alm von der Defereggentalstraße, von der nach der Ortschaft Erlsbach bzw. vor der Katzleiterbrücke eine Straße nach Norden abzweigt, die in der Folge der Schwarzach flussaufwärts nach Norden führt. Der zunächst öffentliche, aber mautpflichtige Fahrweg führt zunächst zur Patscher Alm und weiter zur Oberhausalm, der Unteren und Oberen Seebachalm bzw. weiter zur Jagdhausalm.
Die Patscher Alm liegt westlich bzw. linksseitig der Schwarzach sowie nördlich des Patscher Bachs.

## Geschichte
Während die nördlich gelegenen Almen oberhalb der Unteren Seebachalm traditionell von Südtiroler Bauern bewirtschaftet wurden, gehörte die Patscher Alm wie die Oberhauser Alm und die Untere Seebachalm den Deferegger Bauern. In den Ortsverzeichnissen der Statistik Austria werden die Gebäude der Oberen Seebachalm 1951 als Patscher Hütten und 1961 als Patscher Alm jeweils mit drei Gebäuden genannt. 1971 erwähnt das Ortsverzeichnis das Alpengasthaus Patscher Hütte sowie die Patscher Alm mit insgesamt fünf Gebäuden. Seitdem werden für Patsch keine Gebäudezahlen mehr veröffentlicht.

## Tourismus
Die Patscher Alm dient als Ausgangspunkt für Touren zur und um die Barmer Hütte.